# 周星譽
周星譽（1826年—1884年） 初名譽芬，字昀叔，一字叔雲，河南群符（今開封）人。
道光三十年（1850年）進士，由御史官廣東鹽運使。與李慈銘、王星諴、周星貽、周星譼等人合稱五星。光緒八年（1882年），中法戰爭爆發，曾徵兵籌餉以接濟刘永福黑旗军抵抗法军。光緒十年，兩廣總督張之洞稱周星譽年老辦事胡塗，勒令其退休。善繪折枝花卉，工詩詞。著《鸥堂賸稿》、《鸥堂日记》、《东鸥草堂词》等。